# Phymatopteris nigropaleacea
Phymatopteris nigropaleacea là một loài thực vật có mạch trong họ Polypodiaceae. Loài này được (Ching) S.G. Lu mô tả khoa học đầu tiên năm 2000.